# Tấn công Wrocław 2016
Vụ tấn công Wrocław 2016 là một vụ khủng bố, xảy ra lúc 2 giờ chiều. vào ngày 19 tháng 5 năm 2016. Một quả bom gói đã được kích nổ bên cạnh một chiếc xe buýt, làm một người bị thương. Gói là một cái nồi chứa đinh và chất nổ. Đó là vài giây để phát nổ bên trong một chiếc xe buýt trước khi người lái xe đưa nó ra bên ngoài. Một tuần sau, một người đàn ông 22 tuổi có quốc tịch Ba Lan đã bị bắt vì nghi ngờ thực hiện vụ đánh bom tự chế này.